# Липковска река
Липковска река или Липковка је река у северном делу Северне Македоније. Липковска река скупља воде са Скопске Црне Горе, односно од садашњег слива Липковског језера и Глажње, као и неколико других мањих водотека, ван подручја језера, као што су Слупчанка, са леве и Отљанска, Матејчанска и друге, са десне стране. Липковска Река има дужину од 17,5 km, у горњем току (између два језера) тече низ клисуру, а од Липкова тече као низијска река. Пре градње Липковског језера вршена су мерења годишњег протока воде и према њима, пренесеним на вишегодишњи период израчунато је да је годишњи проток износио 1,11 m3 у секунди. Липковска Река, после градње две вештачке акумулације у горњем току, нема одлике раније реке будући да се вода из језера испушта према планским потребама. Ова река углавном постаје откако прими своје притоке (Слупчанку и др.) Којнарска и Липковска река од тренутка сједињења надаље теку под именом Кумановска река, која до ушћа у Пчињу не прима значајније притоке.

## Извор
- Д. Масевски & М. Арсовски-Болто (2003) – Куманово [историја, уметност, традиција, култура]